# (15760) Albion
(15760) Albion (provisorische Bezeichnung 1992 QB1) ist das erste transneptunische Objekt, das nach Pluto und Charon gefunden wurde. Es wurde am 30. August 1992 von David C. Jewitt und Jane Luu am Mauna-Kea-Observatorium in Hawaii entdeckt. Der Planetoid gilt als Prototyp der „Cubewanos“, der „klassischen“ Objekte des Kuipergürtels mit geringer Exzentrizität und Inklination. Die Bezeichnung Cubewano leitet sich von der provisorischen Bezeichnung 1992 QB1 („Q B one“) ab.
Die Entdecker schlugen als Namen für das Objekt Smiley nach der Figur George Smiley vor, der allerdings bereits für den Asteroiden (1613) Smiley vergeben war. 1992 QB1 erhielt die Kleinplanetennummer 15760 und Ende Januar 2018 den Namen „Albion“ (nach einer mythischen Figur William Blakes).
Seit seiner Entdeckung wurde der Planetoid durch verschiedene Teleskope beobachtet. Im Januar 2018 lagen 86 Beobachtungen über einen Zeitraum von 21 Jahren bei 10 Oppositionen vor.
Albion durchlief sein Perihel zur Zeit seiner Entdeckung und bewegt sich derzeit wieder von der Sonne fort. Im Januar 2018 war er 41,3 AE von der Sonne entfernt.